# Ana Fagianni de Maldonado
Ana Violeta Fagianni Enriquez de Maldonado (sinh năm 1943) là một nhà ngoại giao, nhà hoạt động người Guatemala, và là cựu Đệ nhất phu nhân Guatemala từ năm 2015 đến năm 2016. Cô là vợ của cựu Tổng thống phụ trách Alejandro Maldonado.
Trước khi trở thành đệ nhất phu nhân của đất nước, Fagianni từng là nhà ngoại giao sự nghiệp, bao gồm một chức vụ là cố vấn của Bộ trưởng Đại sứ quán Guatemala tại Tây Ban Nha. Cô cũng phục vụ ở El Salvador và México. Ngoài ra, Fagianni là một nhà hoạt động tập trung vào quyền của phụ nữ, trẻ em và người già và các vấn đề ảnh hưởng đến người khuyết tật ở Guatemala.
Vào tháng 11 năm 2015, Đệ nhất phu nhân Fagianni dẫn đầu một phái đoàn chính phủ lớn của Guatemala trong chuyến thăm chính thức năm ngày tới Đài Loan, nơi bà đã hội đàm với Tổng thống Ma Ying-jeou.